# Baraúna (Paraíba)
Baraúna is een gemeente in de Braziliaanse deelstaat Paraíba. De gemeente telt 4.045 inwoners (schatting 2009).